# كلارك هوغن
كلارك هوغن (بالإنجليزية: Clarke Hogan)‏ هو سياسي أمريكي، ولد في 21 يوليو 1969 في رونوك رابيدز في الولايات المتحدة. حزبياً، نشط في الحزب الجمهوري.